# An-Nuhud
An-Nuhud (arab. النهود An Nuhūd) – miasto w środkowym Sudanie w prowincji Kordofan Zachodni; 120 500 mieszkańców (2006); ośrodek handlowy regionu ekstensywnego rolnictwa; lotnisko; targi bydła; rzemiosło; węzeł drogowy.